# Trébédan
Trébédan (en bretó Trebêran, gal·ló Plélan) és un municipi francès, situat a la regió de Bretanya, al departament de Costes del Nord. L'any 2008 tenia 380 habitants.

## Demografia
| 1962                                       | 1968 | 1975 | 1982 | 1990 | 1999 |
| ------------------------------------------ | ---- | ---- | ---- | ---- | ---- |
| 346                                        | 365  | 341  | 431  | 391  | 384  |
| Des de 1962: població sense dobles comptes |      |      |      |      |      |

## Administració
| Període   | Identitat        | Partit        |
| --------- | ---------------- | ------------- |
| 2001-2008 | Gérard Hamoniaux | Divers gauche |
| 2008-     | Didier Ibagne    | Les Verts     |